# Michael Young (sociólogo)

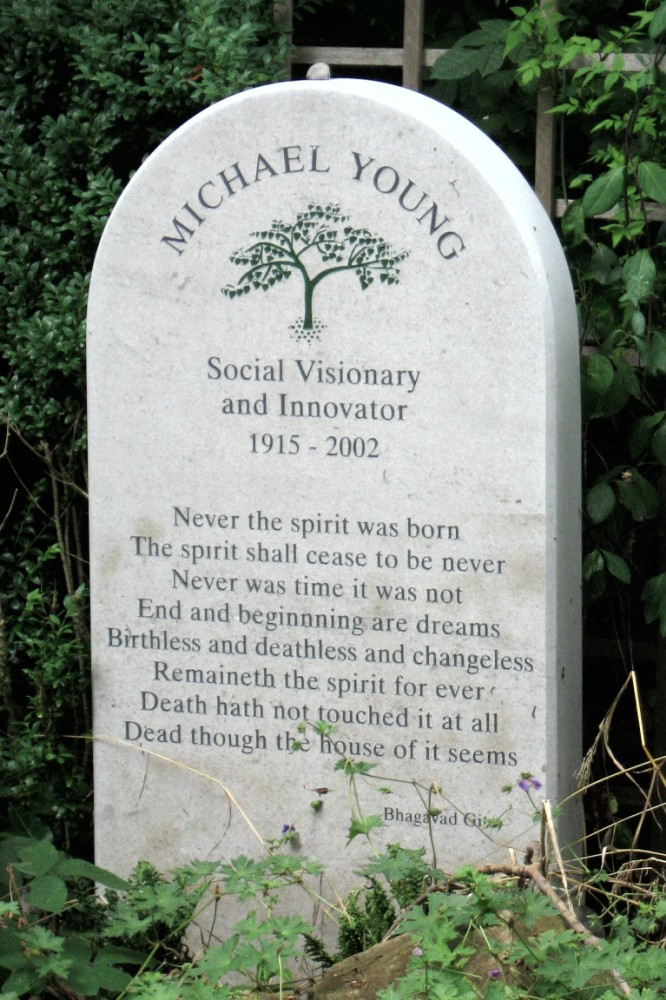
Túmulo em Highgate Cemetery, Londres

Michael Young (Manchester, 9 de agosto de 1915 — Londres, 14 de janeiro de 2002) foi um sociólogo, político e ativista social britânico que criou o termo "meritocracia".
Com sua atuação foi personagem central na definição das ideias do Partido Trabalhista (Reino Unido). Como Secretário de Comitê de Políticas do Partido Trabalhista, foi responsável pela redação do manifesto Let Us Face the Future (Vamos nós encarar o futuro em português) para as eleições gerais de 1945., foi um líder no campo de reformas sociais, e fundou, ou ajudou a fundar uma série de organizações de cunho social dentre as quais Consumers' Association (Associação de Consumidores em português), a revista Which?, o National Consumer Council (Conselho Nacional de Consumidores), a The Open University (Universidade Aberta em português), o National Extension College (Escola Nacional de Ensino à Distância), o Open College of the Arts (Escola Aberta de Artes) e o Language Line (Linha Traduzida), todas no Reino Unido.

## Principais obras
É autor do livro The Rise of the Meritocracy de 1958 onde introduziu o neologismo meritocracia. É autor também de:
- Is Equality a Dream? (1972)
- Mutual Aid in a Selfish Society: A Plea for Strengthening the Co-operative Movement com Marianne Rigge (1979)